# Fernand Saivé
Fernand Saivé (Dison, 24 maggio 1900 – Anderlecht, 21 aprile 1981) è stato un ciclista su strada e pistard belga.

## Palmarès

### Olimpiadi
- Argento a Parigi 1924 nella corsa a squadre.
- Bronzo a Parigi 1924 nell'inseguimento a squadre.